# Napothera
Napothera é um género de ave da família Pellorneidae.

## Espécies
Este género contém as seguintes 6 espécies:
- Napothera epilepidota
- Napothera malacoptila
- Napothera albostriata
- Napothera pasquieri
- Napothera danjoui
- Napothera naungmungensis